# 70 (число)
70 (семьдесят) — натуральное число, расположенное между числами 69 и 71.

## В математике
- 7-е пятиугольное число
- 70 самое маленькое странное число
- Наименьшее из чисел, факториал которого больше гугола.
- Число сочетаний четырёх элементов из восьми.
- Составное число
- Сфеническое число
- Недостаточное число
- Одиозное число
- Число Пелля

## В науке
- Атомный номер иттербия

## В других областях
- 70 год; 70 год до н. э., 1970 год
- В кириллице числовое значение буквы о (онъ)
- ASCII-код символа «F»
- 70 — Код субъекта Российской Федерации и Код ГИБДД-ГАИ Томской области.
- 70-й порт используется протоколом Gopher
- Септуагинта — собрание переводов Ветхого Завета на древнегреческий язык, выполненных в III—II веках до н. э. в Александрии.
- 70 лет — символическое число, связанное у древних ближневосточных народов с представлением об историческом цикле[1]
- 70-миллиметровая киноплёнка — киноплёнка шириной 70 мм используется для съёмки широкоформатных фильмов.

### В Библии
В Ветхом Завете из чисел, кратных семи, 70 встречается чаще всего. Такой была численность евреев, прибывших в Египет с Иаковом (Исх. 1:5). Позднее из стольких же членов состоял синедрион. 70 лет — наиболее желательная продолжительность жизни для человека (Пс. 89:10); и это же число стало наиболее употребительным круглым числом для лиц и вещей (Исх. 15:27; Суд. 1:7).

## Числа 70-79
- 70 = 2 × 5 × 7, 7-е пятиугольное число, 4-е 13-угольное число
- 71 = простое число
- 72 = 2 × 2 × 2 × 3 × 3
- 73 = простое число
- 74 = 2 × 37
- 75 = 3 × 5 × 5, 5-е девятиугольное число
- 76 = 2 × 2 × 19, 4-е 14-угольное число, автоморфное число, число Люка
- 77 = 7 × 11
- 78 = 2 × 3 × 13, 12-е треугольное число
- 79 = простое число